# Alamogordo (Nowy Meksyk)
Alamogordo – miasto na południu USA, w stanie Nowy Meksyk, na wysokości 1321 m n.p.m., na zachodnich stokach gór Sacramento, na południowy zachód od Albuquerque. Siedziba hrabstwa Otero. Według spisu w 2020 roku liczy 30,9 tys. mieszkańców i jest 10. co do wielkości miastem w stanie.
W odległości 24 km na południowy zachód znajduje się White Sands National Monument.

## Historia
W pobliżu miasta leży baza Holloman Air Force Base w której na poligonie  w dniu 16 lipca 1945 roku w ramach projektu Manhattan przeprowadzono pierwszą eksplozję bomby atomowej. Bomba eksplodowała z siłą 20 tysięcy ton trotylu, punkt zero, 30-metrowa wieża została przez Oppenheimera ochrzczona mianem Trinity. Po trzech tygodniach Amerykanie wykorzystali nową broń przeciwko Japonii (w Hiroszimie i Nagasaki).

## Galeria

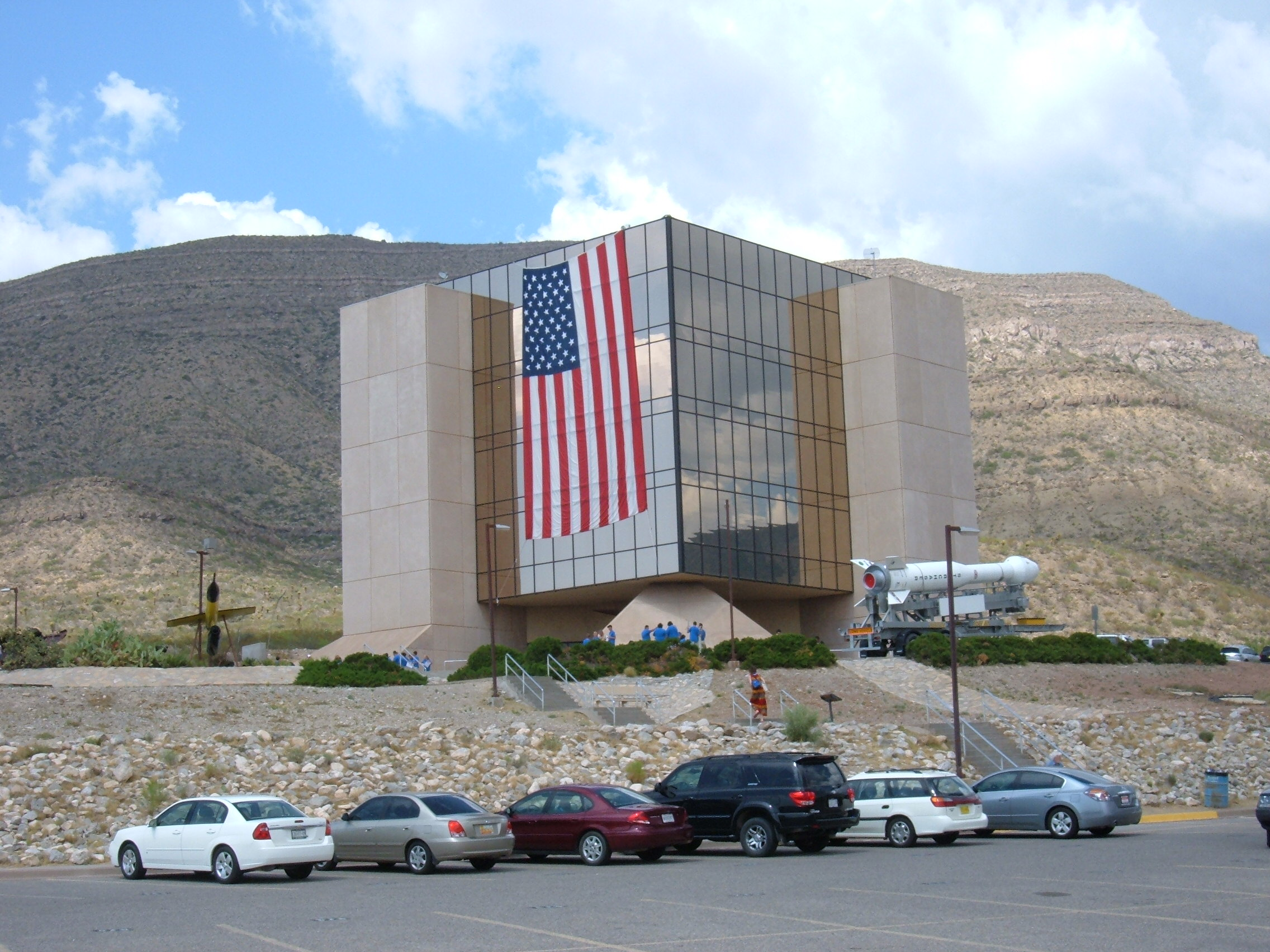
Muzeum Historii Kosmosu
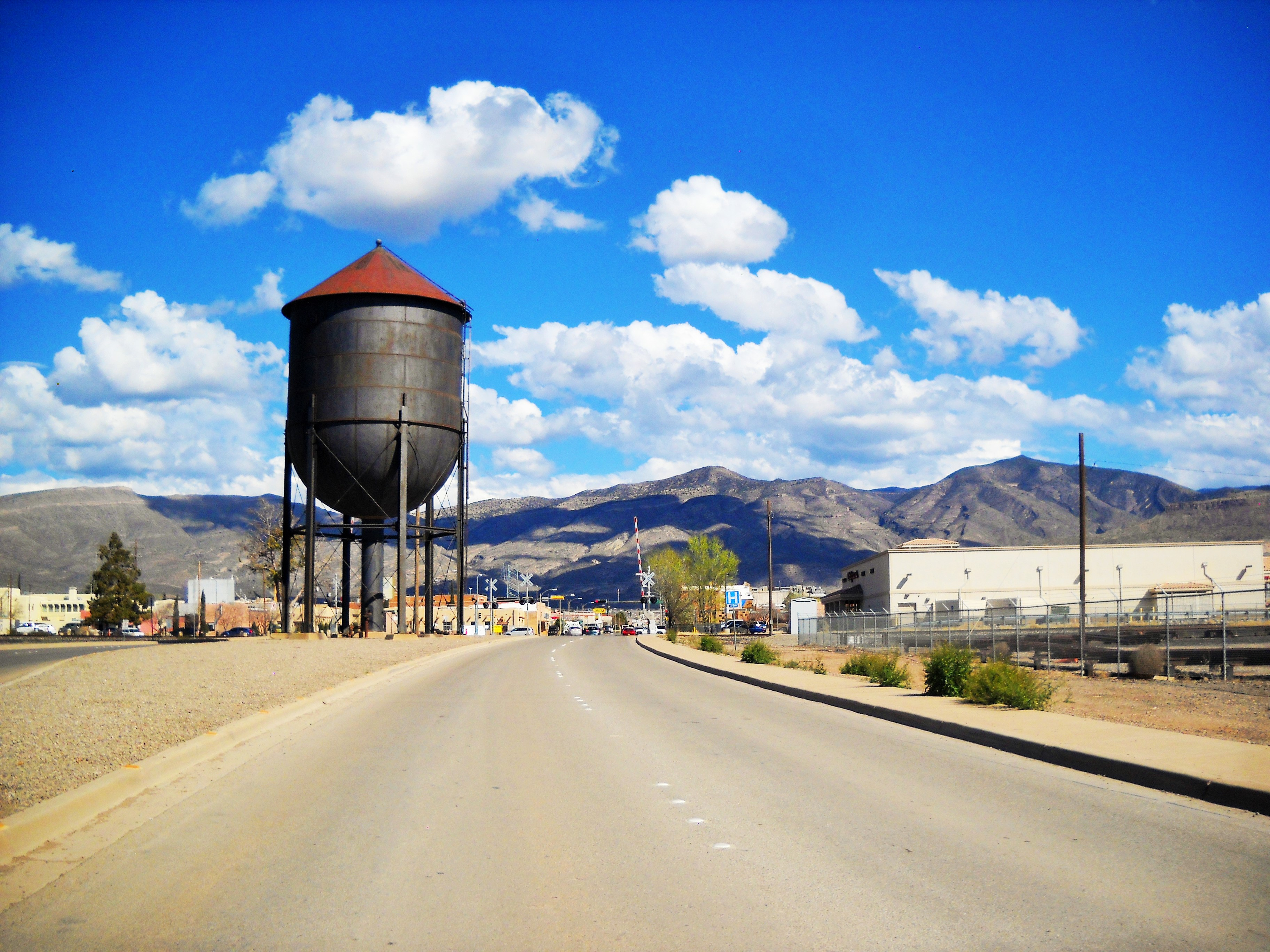
Wieża ciśnień
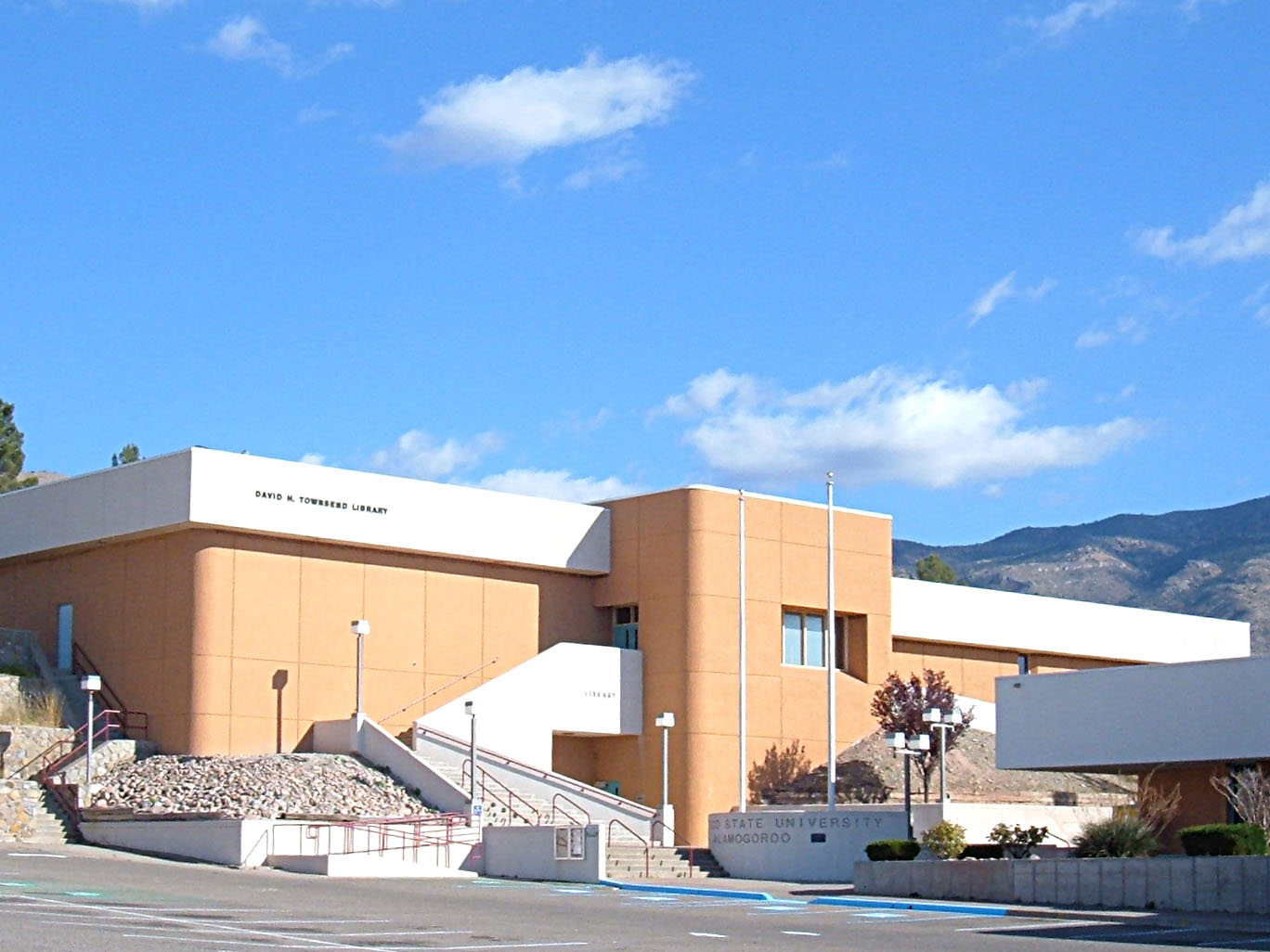
Biblioteka
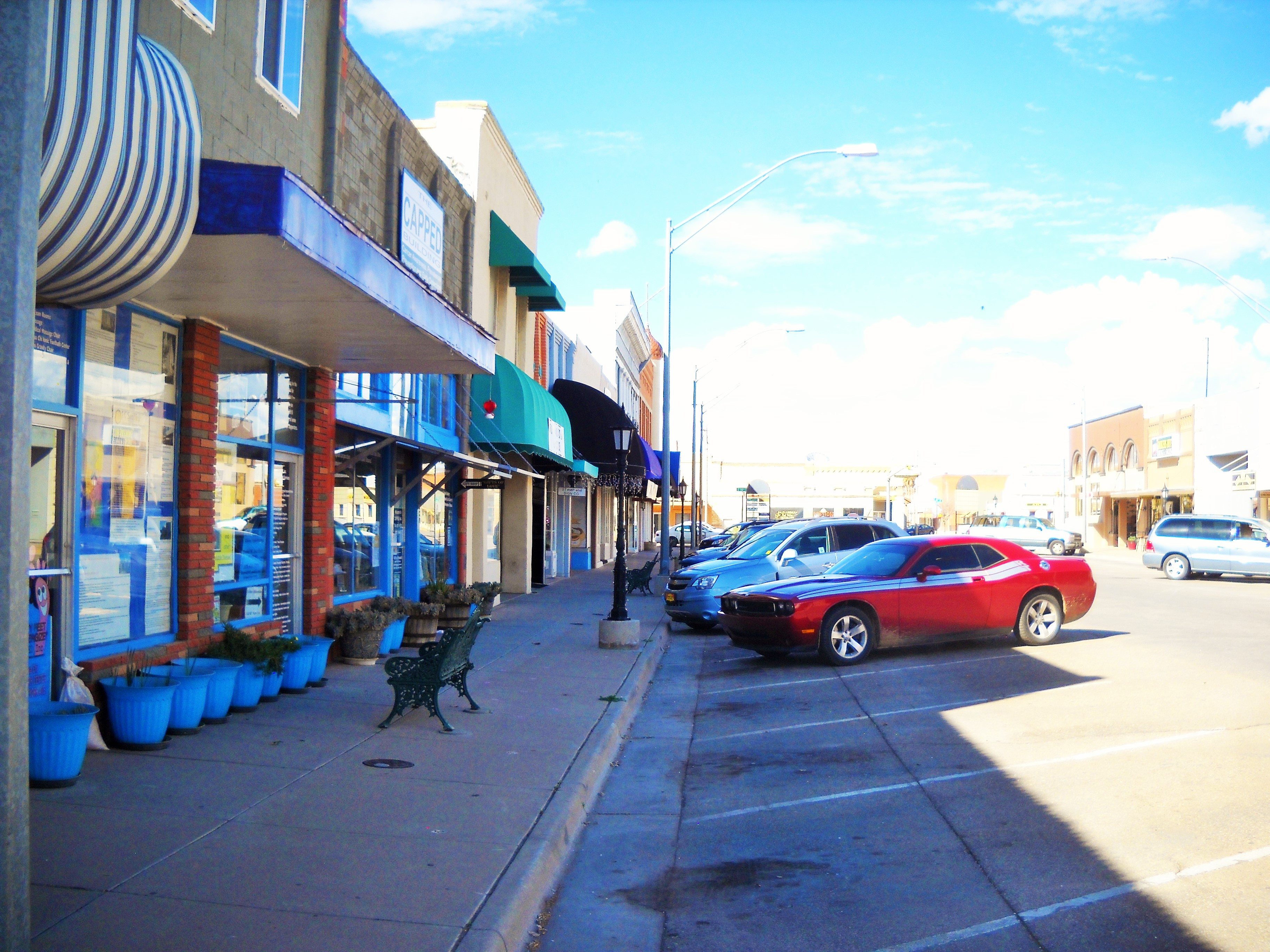
Ulica ze sklepami
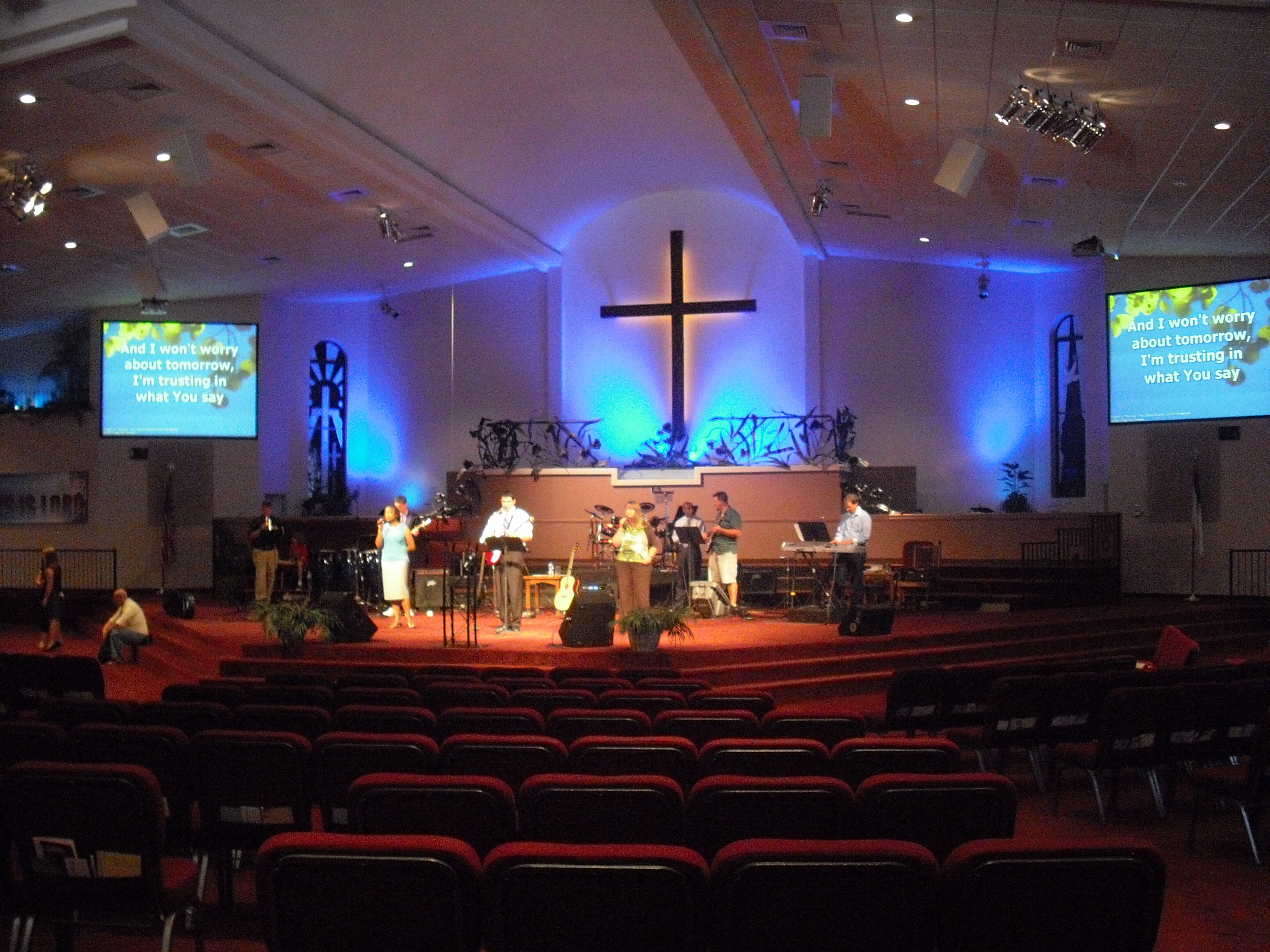
Christ Community Church
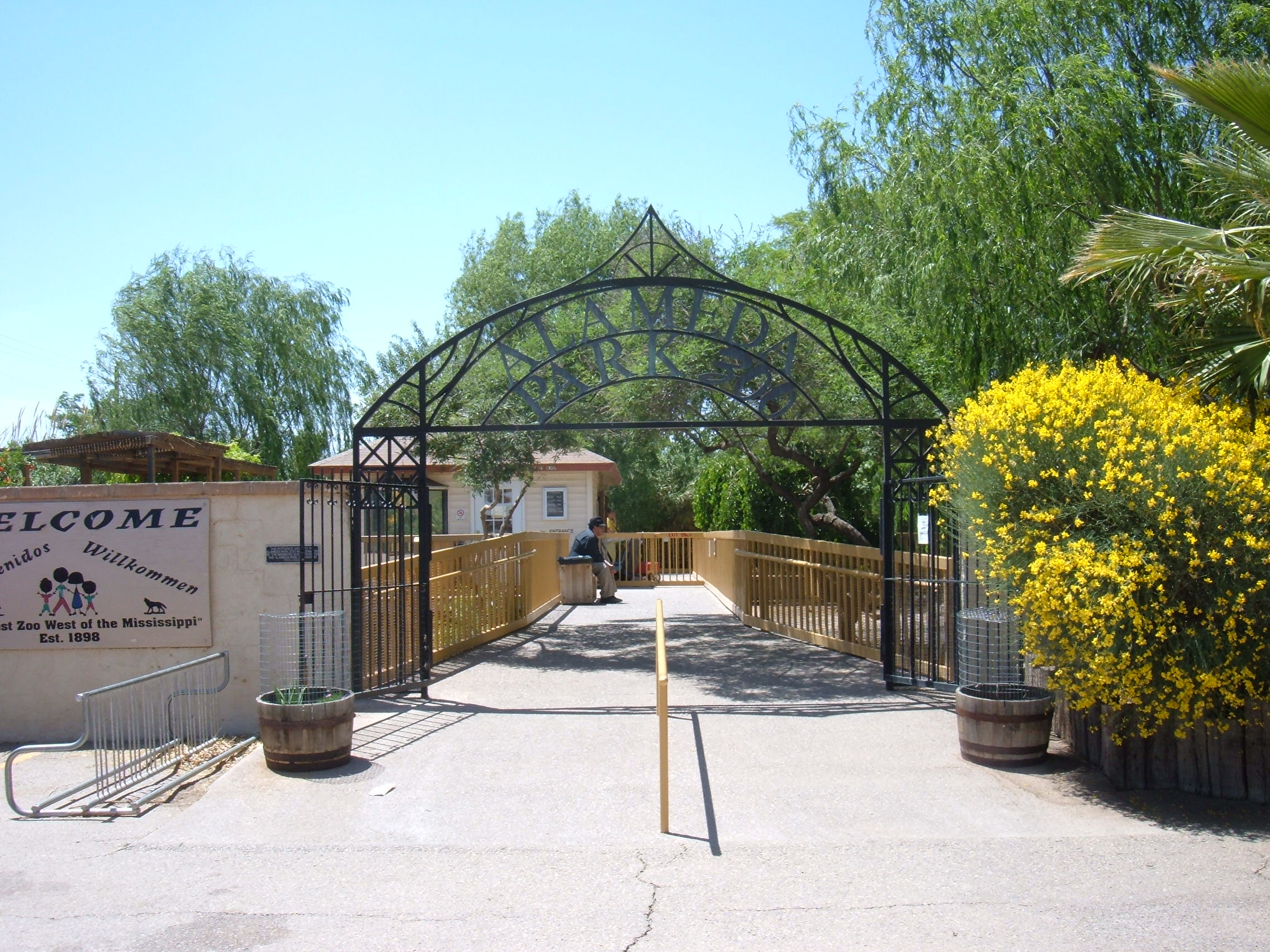
Zoo Alameda Park
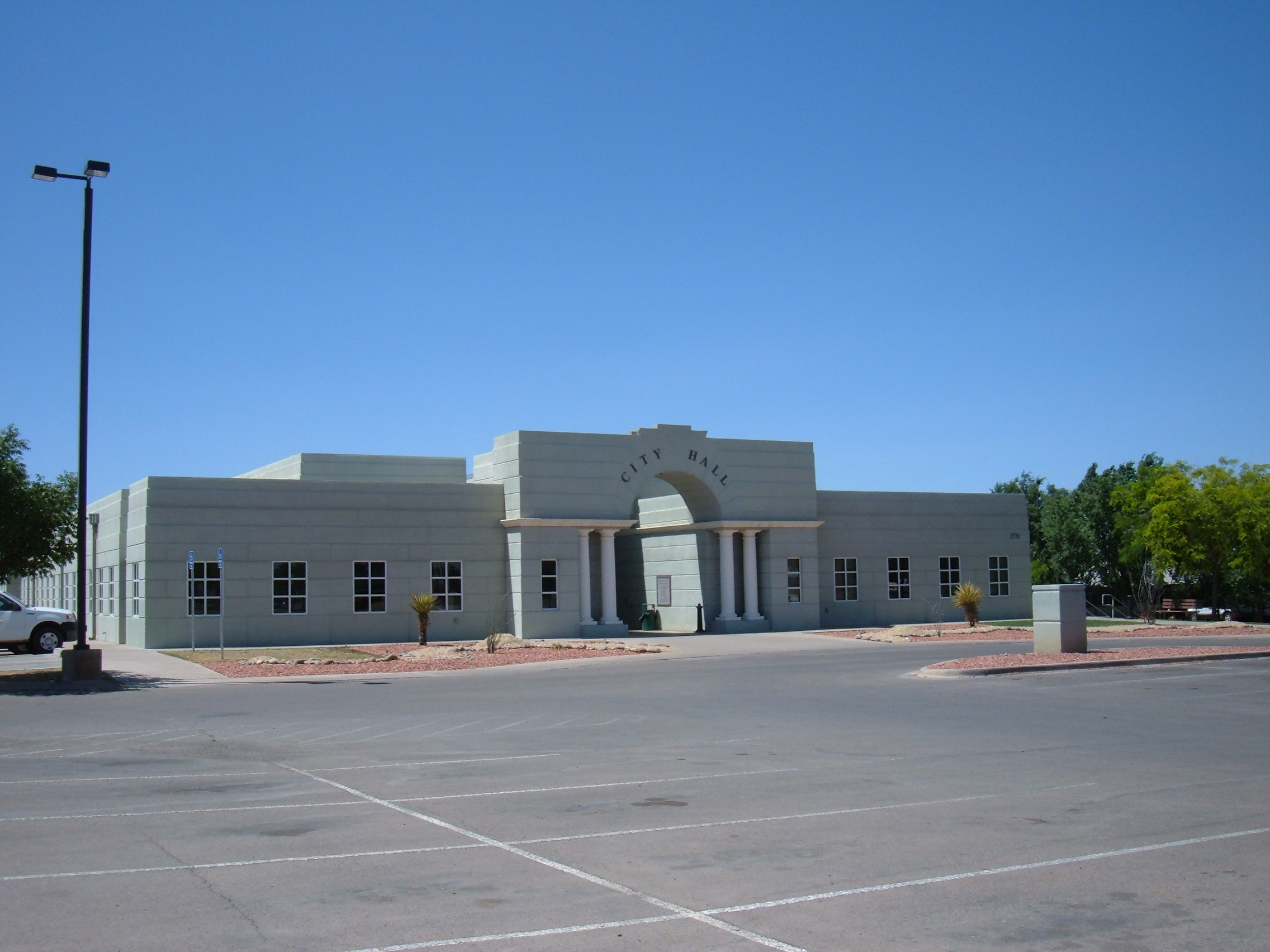
Ratusz
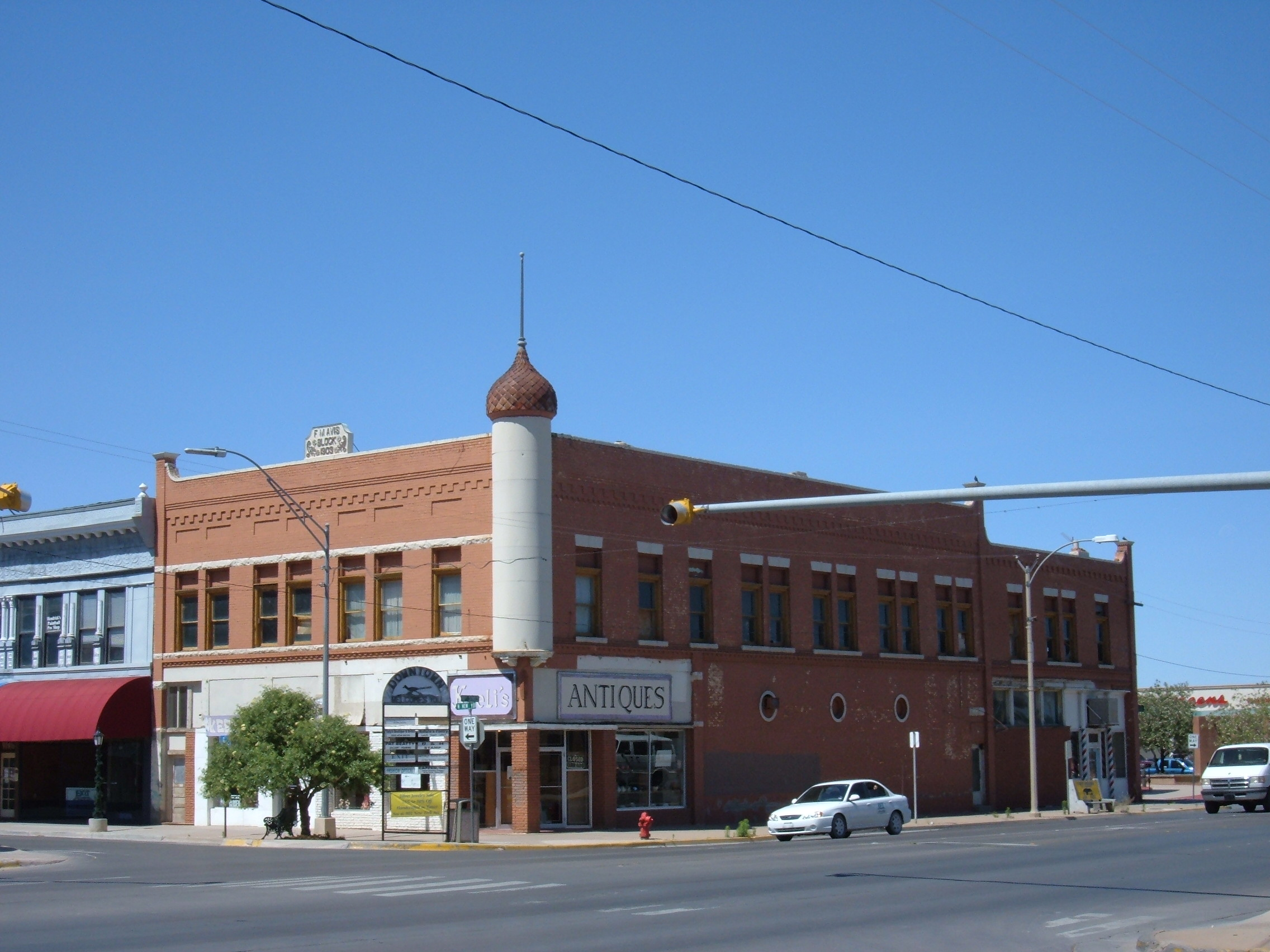